# Personal Protection Officer

Flagge der Metropolitan Police

Ein Personal Protection Officer (kurz: PPO) ist ein Polizeibeamter (im Englischen Officer) des Metropolitan Police Service Protection Command und Personenschützer, der für die Sicherheit von Mitgliedern der Britischen Königsfamilie und der Regierung sowie von Botschaftern und anderen Staatsoberhäuptern sorgt. Unter anderem bietet er höheren Ämtern wie dem britischen König einen 24-Stunden-Schutz.
Die PPO begleiten die Schutzperson dabei besonders bei Aufenthalten außerhalb von Gebäuden und sichern die Umgebung, indem sie auf Auffälligkeiten achten. Dazu gehört auch das Chauffieren der Schutzpersonen zu verschiedenen Orten.
Die Personal Protection Officers sind vergleichbar mit Beamten der Sicherungsgruppe im deutschen Bundeskriminalamt, die für den Personenschutz von Verfassungsorganen in Deutschland zuständig sind oder der Päpstlichen Schweizergarde.